# Frissenstein (Amsterdam)
Frissenstein is een straat in Amsterdam-Zuidoost, wijk Bijlmermeer, F-Buurt. Het is tevens de naam van het enige gebouw aan die straat. De namen zijn ontleend aan een herenhuis, dat in 20e eeuw vanaf 1929 enige tijd dienst deed als raadhuis van Deil (Gelderland). De straat is naamgever van het Frissensteinpad en de Frissensteinbrug.
De straat kreeg op 25 juni 1969 haar naam. De straat liep langs een geschakeld flatgebouw. De flat werd vanaf 1967 tot 1970 gebouwd naar een ontwerp van het architectenduo Kromhout en Groet. Het was een van de zes zogenaamde honingraatvormige flats in de F-D buurt. Met uitzondering van flat Florijn bestonden deze uit een groot noordelijk en een klein zuidelijk gedeelte die via een loopbrug met elkaar waren verbonden. Met de huisnummers, die veel weg had van nummers van hotelkamers, 1-945 was Frissenstein de langste van de F-flats. Ze werd vervolgens aan de noordkant gekoppeld aan  Dennenrode zoals het uit een stuk bestaande Florijn aan Develstein werd gekoppeld. Onder de parkeergarage en de Bijlmerdreef en Flierbosdreef werd in 1975 het winkelcentrum Fazantenhof geopend om al na 11 jaar in 1986 grotendeels leeg te staan.
In de jaren 80 en 90 werd Frissenstein geleidelijk opgeknapt; schilderbeurt, afsluitbare deuren, extra liften in de portieken. Na de vliegramp van 4 oktober 1992 besloot men om de Bijlmermeer ingrijpend te veranderen; dit hield in dat veel flats moesten wijken voor laagbouw. Vlak na de opnamen voor de film Jezus is een Palestijn volgde de gedeeltelijk sloop van Frissenstein (1999-2000); de voor- en achterstukken bleven gespaard. Het voorstuk (met liftportiek 1/A) werd in de periode 2002-2004 gerenoveerd onder begeleiding van architect Machiel van der Torre (Duinker van der Torre Architecten) naar het voorbeeld van het gesplitste Florijn. Daarbij werden de betonnen balustrades vervangen door gekleurd glas.
Het achterstuk (met liftportiek 5/E) werd in 2005 alsnog gesloopt. Het restant van de flat staat na die grootscheepse sanering als hoogbouwblok tussen laagbouw, dat uit dezelfde tijd stamt. Sinds de sanering lopen de huisnummers nog steeds op van 1 tot en met 905, maar de meeste nummers ontbreken. In 2020 zijn de volgende huisnummers in gebruik (per honderdtal nieuwe etage of wel hotelindeling) :

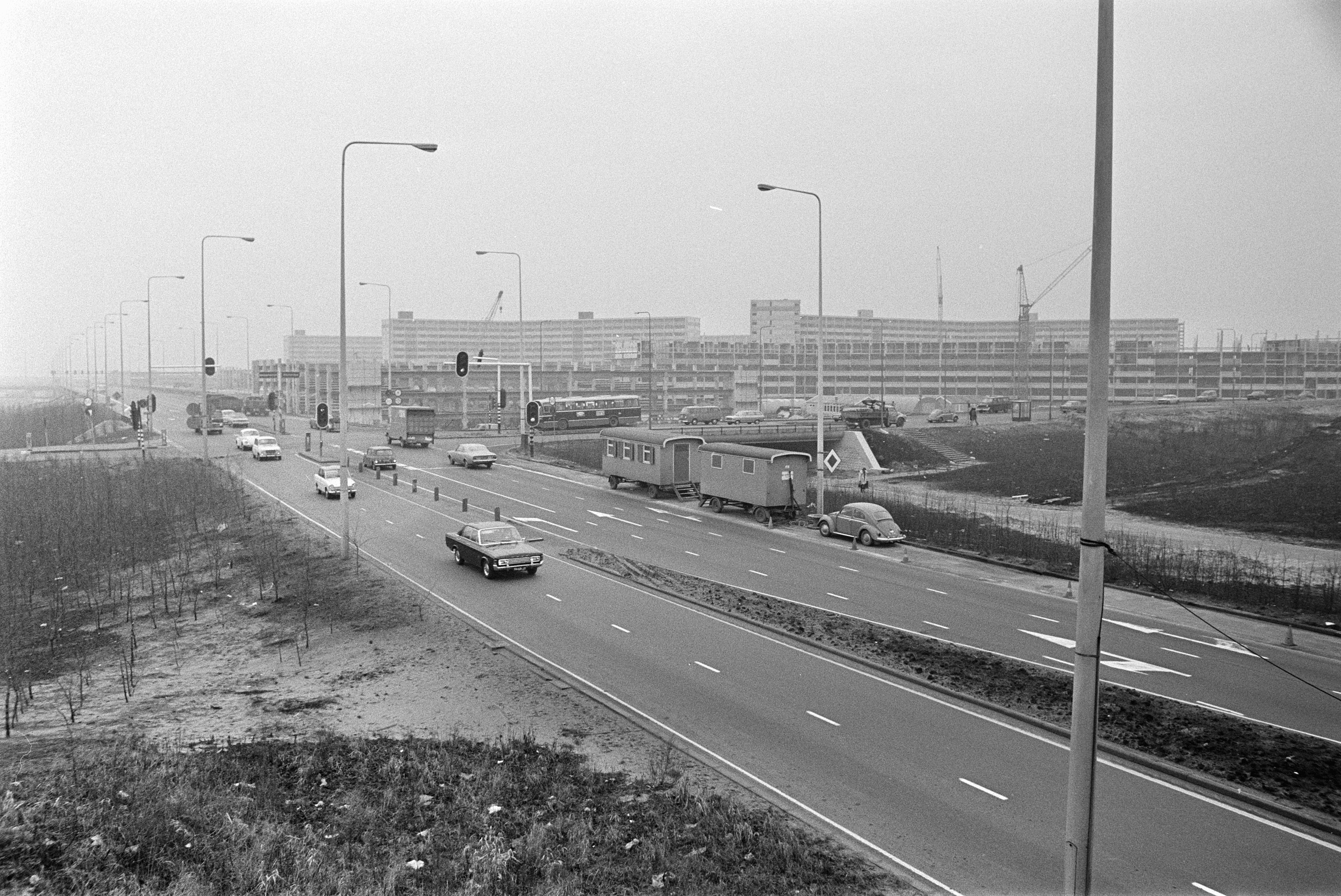
F-buurt in 1971

- 1 tot en met 7
- 101 tot en met 105
- 201 tot en met 205
- 302 tot en met 305
- 401 tot en met 405
- 502 tot en met 505
- 601 tot en met 605
- 702 tot en met 705
- 801 tot en met 805 en
- 901 tot en met 905.